# カルティニー (ジュネーヴ州)

カルティニーの紋章

カルティニー Cartignyはスイス連邦、ジュネーヴ州の西部、ローヌ川左岸に位置する基礎自治体(コミューンcommune)。ジュネーヴ州のエル＝ラ＝ヴィル、アヴュリー、ベルネ、ラコネ、ローヌ川をはさんでリュッサンのコミューンに囲まれている。
ローヌ川の褶曲部分は、渡り鳥などの野鳥保護区に指定されている。

## データ
- 面積:4.41 km²
- 人口:808人(2008年1月)